# Fritz Todt
Fritz Todt, född 4 september 1891 i Pforzheim, Tyskland, död 8 februari 1942 i närheten av Rastenburg, Ostpreussen, var en tysk ingenjör, nazist och ledare för Organisation Todt. Han var därtill Obergruppenführer i SA.

## Biografi
Fritz Todt var son till en fabrikör. Han studerade 1911–1914 till ingenjör vid Münchens tekniska universitet tills första världskriget avbröt hans studier. Under kriget var han bland dem som hjälpte till att bygga upp det tyska flygvapnet Luftwaffe och han avancerade till flygofficer. Efter kriget arbetade han på en byggfirma tills Adolf Hitler tog makten 1933. Hitler utnämnde Todt till Generalinspekteur für das deutsche Straßenwesen och blev därmed högste chef för motorvägsbygget (Autobahn). Han fick även ansvaret för Organisation Todt som var den rörelse som skulle bygga befästningar före och under kriget samt tillse att det planerade Stortyskland förverkligades. 
Fritz Todt var naturvän, förordade miljöskydd och var inspirerad av völkisch-ideologin vilket gjorde att han hamnade i konflikt med exempelvis Martin Bormann.
Som ansvarig för ministeriet lär han ha färdigställt omkring 3 800 kilometer motorvägar och påbörjat ytterligare 2 000 kilometer av de planerade 20 000 kilometer motorvägar som skulle utgöra stommen i det framtida tyska riket, när alla arbeten ställdes in efter hans död. Endast ett par avsnitt fick lov att delvis färdigställas 1943. Efter Todts död upplöstes ministeriet.
Efter ett bråk med Führern omkom Todt i en mystisk flygolycka i februari 1942. Albert Speer skulle ha varit på samma flygplan som Todt men avstod för att han ville sova ut.

## Utmärkelser
- NSDAP:s partitecken i guld,  1934
- Werner von Siemens Ring,  1937
- Sankt Savaorden,  22 september 1938
- Storkorsriddare av Italienska kronorden,  1939
- Danzigkorset,  24 oktober 1939[8]
- NSDAP:s tjänsteutmärkelse,  20 april 1940
- Dannebrogorden,  1941
- Karmarsch-Denkmünze,  1941
- Tyska orden,  12 februari 1942
- Storkorset av Rumänska Stjärnans orden
- Schutzwallmedaljen
- Sudetenlandmedaljen
- Ärekorset
- Anschlussmedaljen
- Sankt Alexanderorden
- Zähringer Löwenorden
- Bayerska militärförtjänstorden
- Järnkorset
- Hohenzollerska husorden

[Redigera Wikidata]